# Erik Lönnroth

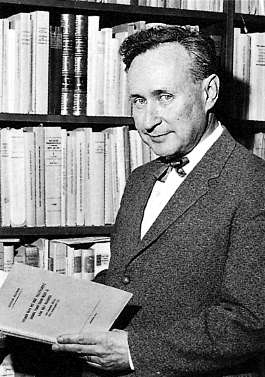
Lönnroth in 1962

Nils Erik Magnus Lönnroth (Göteborg, 1 augustus 1910 - aldaar, 10 maart 2002) was een Zweeds geschiedkundige. Hij deed onderzoek naar Zweden in de middeleeuwen. Zo promoveerde hij in 1934 aan de Universiteit van Göteborg met een proefschrift over de Unie van Kalmar, getiteld Sverige och Kalmarunionen 1397–1457. Daarna was hij als docent aan deze universiteit verbonden, totdat hij in 1941 hoogleraar geschiedenis aan de Universiteit van Uppsala werd. Twaalf jaar later keerde hij terug naar zijn geboorteplaats en werd hij hoogleraar geschiedenis aan de Universiteit van Göteborg. Hij was van 1962 tot zijn overlijden in 2002 lid van de Zweedse Academie.